# Andinomyia rufomaculata
Andinomyia rufomaculata là một loài ruồi trong họ Tachinidae.